# نيكلاس زوله
نيكلاس زوله (بالألمانية: Niklas Süle؛ مواليد 3 سبتمبر 1995) لاعب كرة قدم ألماني يلعب قلبَ دفاع لنادي بوروسيا دورتموند الألماني و‌منتخب ألمانيا.
شارك مع منتخب ألمانيا تحت 17 سنة في بطولة أوروبا تحت 17 سنة 2012 في سلوفينيا. وكان ضمن التشكيلة لدورة الألعاب الأولمبية الصيفية 2016، حيث فاز ألمانيا بالميدالية الفضية. واستدعي زوله في أغسطس 2016 عندما لعب منتخب ألمانيا مع فنلندا و‌النرويج. وقد انزل في الدقيقة 59 ضد فنلندا.

## الإنجازات
بايرن ميونخ
- الدوري الألماني: 2017–18، 2018–19، 2019–20، 2020–21، 2021–22[7]
- كأس ألمانيا: 2018–19، 2019–20
- كأس السوبر الألماني: 2017، 2018، 2020، 2021[8]
- دوري أبطال أوروبا: 2019–20[9]
- كأس السوبر الأوروبي: 2020
- كأس العالم للأندية: 2020[10]

ألمانيا الأولمبي
- الألعاب الأولمبية الصيفية: الميدالية الفضية 2016[11]

ألمانيا
- كأس القارات: 2017[12]

فردية
- فريق الموسم في الدوري الألماني: 2016–17[13]

## روابط خارجية
- نيكلاس زوله على موقع الاتحاد الأوربي (الإنجليزية)
- نيكلاس زوله على موقع إي إس بي إن إف سي (الإنجليزية)
- نيكلاس زوله على موقع قاعدة بيانات كرة القدم.إي يو (الإنجليزية)
- نيكلاس زوله على موقع بيانات كرة القدم. دي إي (الألمانية)
- نيكلاس زوله على موقع ليكيب (الفرنسية)
- نيكلاس زوله على موقع ناشيونال فوتبول تيمز (الإنجليزية)
- نيكلاس زوله على موقع Soccerbase.com (لاعب) (الإنجليزية)
- نيكلاس زوله على موقع Soccerway.com (الإنجليزية)
- نيكلاس زوله على موقع عالم كرة القدم.نت (الإنجليزية)
- نيكلاس زوله على موقع كووورة